# Koblížci
Koblížci (KBLZC!, KBLZCI) je česká hudební skupina, která vznikla v roce 2007 v Šumperku. Koblížci bývají považováni za přední představitele hudebního stylu pop-punk s prvky elektronické hudby v Česku.[zdroj?] Texty skupiny jsou v českém jazyce a jejich tvorba je plně autorská.

## Vznik skupiny
Skupina se zformovala koncem roku 2007 ve složení Josef Vařeka, Robert Poch, Filip Vlček a Tomáš Brandejský. Skupina v tomto složení koncertovala po celé ČR.

## Historie
V roce 2012 kapela Koblížci účinkovala v české filmové komedii Můj vysvlečenej deník, konkrétně s písní „Kejty“. V témže roce získali Koblížci ocenění „Objev roku“ v hudební soutěži Český slavík.
Koncem listopadu 2016 skupina oznámila uměleckou pauzu a ukončení činnosti.
Dne 1. ledna 2022 skupina oficiálně obnovila znovu svojí činnost a vystupuje (stav 2024) ve složení zpěvák – Josef Vařeka, bubeník – Robert Poch a kytarista – Vašek Nikrmajer.

## Alba
- Řev z pískoviště, 2009
- Mars útočí, 2010[7]
- Sami sebou, 2011[8]
- 3+, 2014[9]
- Back To The 00's, 2021
- Červená je punk, 2023

## Videoklipy
- Zavři oči
- Ty a já[10]
- Sami sebou
- Už mě nenajdou[11]
- Kejty[12]
- Čáry máry
- Zřízenej
- Skáču přes kaluže
- Zvedni mě ze země
- Opuštěný děti
- Líbej mě
- TOŽ VITAJ

## Členové
Od roku 2013 vystupovala kapela ve složení:
- Josie Vařeka – frontman a zpěvák
- Robert Poch – bubeník
- Vašek Nikrmajer – kytara a doprovodný zpěv

### Bývalí členové
- Tomáš Brandejský (do 12. prosince 2013)[14]
- Filip Vlček (do 4. května 2015)
- Jerry Hýsek (do podzimu 2015)
- Petr Bažík – kytara (do konce roku 2015)
- Pavel Čejka – kytara a zpěv (do května 2024)